# Yūichirō Yamaguchi
Yūichirō Yamaguchi (jap. 山口 祐一郎, Yamaguchi Yūichirō; * 5. Oktober 1956) ist ein japanischer Musical-Darsteller und Schauspieler.
Yamaguchi gilt als einer der renommiertesten und populärsten Sänger und Darsteller im japanischen Musical. Seit 1979 spielte er in einer ganzen Reihe von namhaften Produktionen, wie z. B. A Chorus Line und Jesus Christ Superstar. Einen seiner größten Erfolge feierte er mit seiner Darstellung des Raoul und später in der Titelrolle von Andrew Lloyd Webbers Das Phantom der Oper. 
Seit 1996 steht er bei Tōhō unter Vertrag und spielt seitdem Hauptrollen in Musical-Produktionen, die an den Theatern der Gesellschaft inszeniert werden, sowie Nebenrollen in einigen Fernsehserien für das japanische Fernsehen. Weitere Erfolge konnte er mit Auftritten in Les Misérables, Mozart! sowie als Tod in Elisabeth verbuchen. 2006 spielte er die Rolle des Grafen von Krolock in der aufwendig inszenierten japanischen Produktion von Tanz der Vampire.